# 생조르주 (프랑스령 기아나)

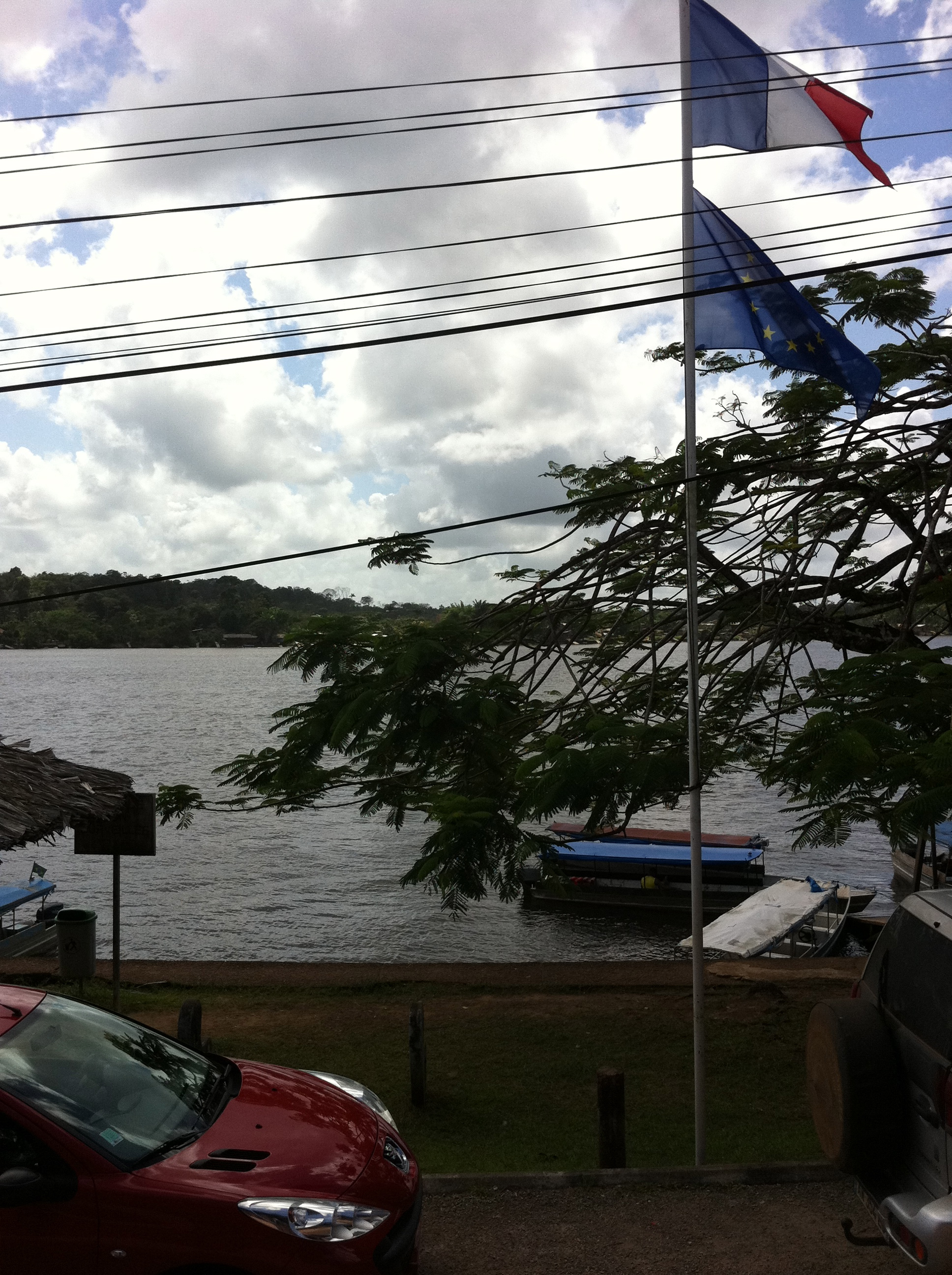
생조르주

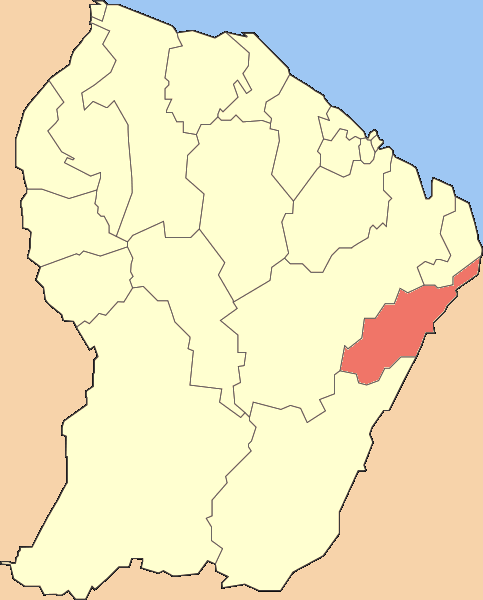
생조르주의 위치

생조르주(프랑스어: Saint-Georges)는 남아메리카에 위치한 프랑스의 해외 레지옹인 프랑스령 기아나의 도시로 면적은 2,320km2, 인구는 3,855명(2012년 기준), 인구 밀도는 1.7명/km2이다. 생조르주드로야포크(Saint-Georges-de-l'Oyapock)라고 부르기도 한다. 브라질 국경과 가까운 지점에 위치한다.

## 같이 보기
- 프랑스령 기아나의 코뮌 목록